# Poecillastra rudiastra
Poecillastra rudiastra är en svampdjursart som beskrevs av Gustavo Pulitzer-Finali 1983. Poecillastra rudiastra ingår i släktet Poecillastra och familjen Pachastrellidae. Inga underarter finns listade i Catalogue of Life.